# Ed Chynoweth
Ed Chynoweth (Dodsland, 14 dicembre 1941 – Calgary, 22 aprile 2008) è stato un dirigente sportivo canadese.
Divenne, nel 1972, il primo presidente a tempo pieno della Western Hockey League. Ricoprì questo ruolo pressoché ininterrottamente fino al 1995: fa eccezione solo un breve periodo nella stagione 1979-1980, quando fu general manager dei Calgary Wranglers.
Dal 1975 al 1995 fu anche presidente della intera Canadian Hockey League.
Nel 1995 si dimise da entrambe le cariche per fondare gli Edmonton Ice (che nel 1998 si trasferirono a Cranbrook divenendo Kootenay Ice). Rimase ad ogni modo fino alla morte, oltre che presidente della sua squadra, anche presidente del consiglio di amministrazione della WHL e membro del consiglio di amministrazione della CHL.
Nel 2000 era stato inserito nell'Alberta Sports Hall of Fame, nel 2008 nella Hockey Hall of Fame. Nel 2007 la WHL ha dedicato a lui il trofeo consegnato ai vincitori dei play-off, che in precedenza si chiamava Presidents Cup Anche la CHL ha un trofeo a lui dedicato: l'Ed Chynoweth Trophy è il riconoscimento che va al capo cannoniere dei play-off per la Memorial Cup.
Ha avuto due figli, Dean e Jeff. Il primo è stato un giocatore di hockey in NHL, ed in seguito allenatore e dirigente; il secondo ha ereditato dal padre la guida dei Kootenay Ice.